# Dmitri Zwetkow
Dmitri Zwetkow (russisch Дмитрий Цветков; * 23. September 1968 in Leningrad, Russische SFSR) ist ein ehemaliger russischer Eishockeyspieler und jetziger -trainer. Seit August 2009 steht er in der Regionalliga NRW bei den Dinslaken Kobras als Cheftrainer unter Vertrag.

## Karriere
Dmitri Zwetkow begann seine Karriere als Eishockeyspieler in seiner Heimatstadt beim SKA Leningrad, für dessen Profimannschaft er von 1987 bis 1995 in der Sowjetischen Eishockeyliga, sowie anschließend der russischen Superliga aktiv war. Nachdem er die Saison 1996/97 in Schweden beim Skellefteå AIK in der damals noch zweitklassigen Division 1 verbracht hatte, spielte er die folgenden eineinhalb Jahre in der I divisioona, der zweiten finnischen Spielklasse, für Kärpät Oulu und SaPKo Savonlinna. Savonlinna verließ er jedoch bereits nach nur 14 Spielen in der Saison 1999/2000, um die folgenden eineinhalb Jahre für den ERC Selb in der Oberliga Süd auf dem Eis zu stehen.
Von 2001 bis 2003 spielte Zwetkow für die Oberligisten EV Füssen und EC Ulm/Neu-Ulm, ehe er fünf Jahre in der viertklassigen Regionalliga beim Herner EV und dem EHC Dortmund unter Vertrag stand. Mit Dortmund wurde der Russe 2007 und 2008 zwei Mal in Folge Regionalligameister, beide Male verpasste er mit seiner Mannschaft jedoch in den Playoffs den Aufstieg in die Oberliga. Zur Saison 2008/09 wechselte er zu deren Ligarivalen Dinslaken Kobras, bei denen er am Saisonende im Alter von 40 Jahren seine aktive Laufbahn beendete. Anschließend übernahm er das Amt des Cheftrainers bei den Kobras.

## Erfolge und Auszeichnungen
- 2007 Regionalliga-Meister mit dem EHC Dortmund
- 2008 Regionalliga-Meister mit dem EHC Dortmund